# Kamienica firmy Steinhagen i Saenger w Warszawie
Kamienica firmy „Steinhagen i Saenger” – kamienica znajdująca się przy ulicy Marii Konopnickiej 3 w Warszawie.

## Opis
Kamienica powstała w latach 1937–1938 według projektu Jerzego Gelbarda i Romana Sigalina. Należała do spółki Steinhagen i Saenger SA (fabryki papieru i celulozy). Elewacja budynku została obłożona płytami piaskowca szydłowieckiego. Układ wykuszy stanowi typowe rozwiązanie dla tej spółki architektów.
Kamienica stanowi przykład warszawskiej kamienicy z końca lat 30. XX wieku o luksusowym wykończeniu fasady i wnętrz.